# 2MASS J1047+21
2MASS J1047+21 – brązowy karzeł należący do typu widmowego T6,5 odległy o 33,6 lat świetlnych od Ziemi. Jest to najchłodniejszy dotychczas (2012) odkryty obiekt gwiazdowy emitujący fale radiowe, temperatura jego powierzchni wynosi zaledwie 900 K.